# Sayce Glacier
Sayce Glacier är en glaciär i Antarktis. Den ligger i Västantarktis. Argentina, Chile och Storbritannien gör anspråk på området. Sayce Glacier ligger 928 meter över havet.
Terrängen runt Sayce Glacier är bergig åt nordväst, men åt sydost är den kuperad. Havet är nära Sayce Glacier åt sydväst. Trakten är glest befolkad. Närmaste befolkade plats är Almirante Brown Antarctic Base, 19,9 kilometer norr om Sayce Glacier. 